# Aloo gosht

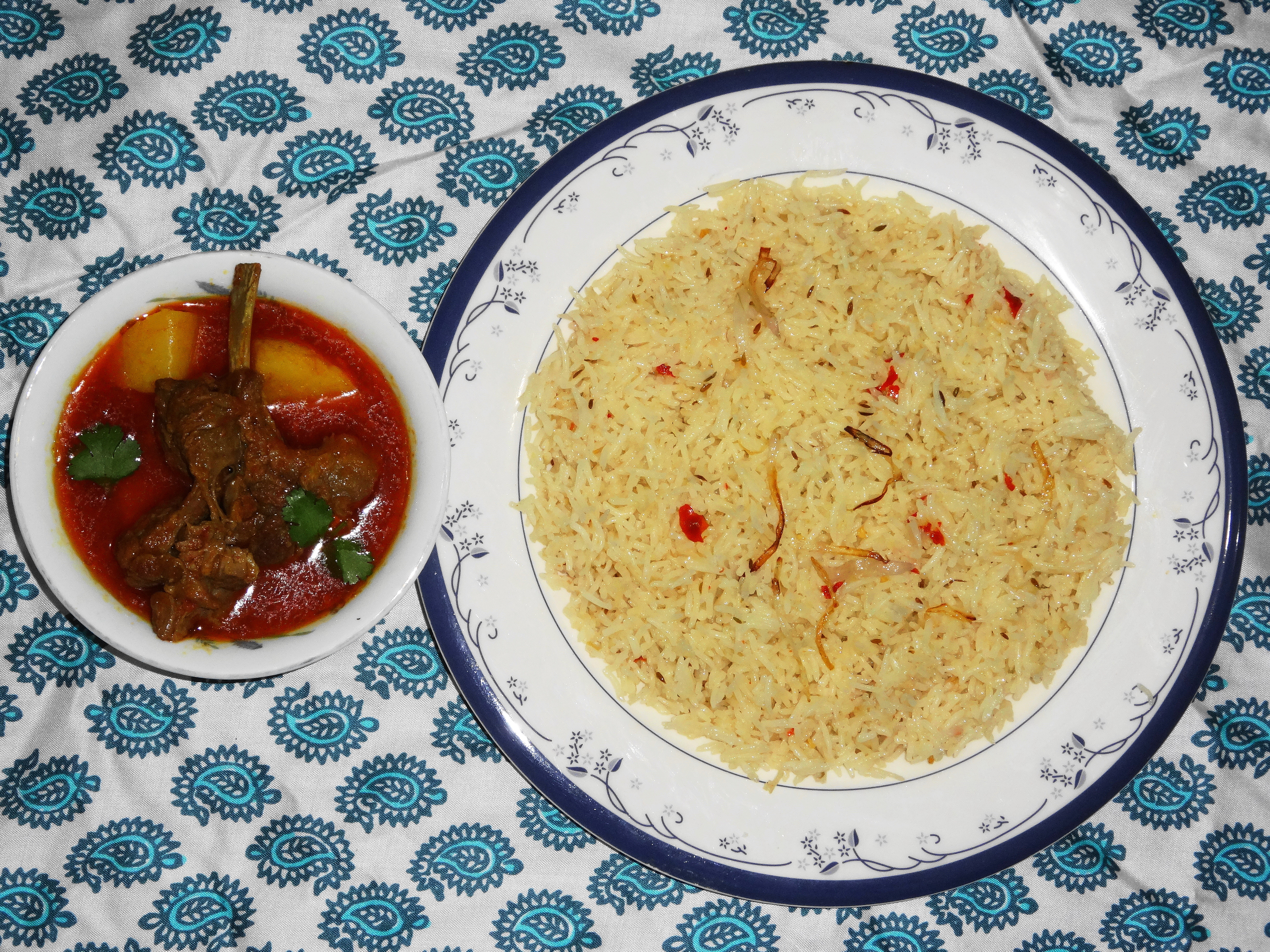
Saloonay chawal (gạo lứt) ăn kèm với Aloo gosht.

Aloo gosht (tiếng Urdu: آلو گوشت, tiếng Bengal: আলু গোশ্ত Alu göshto, tiếng tiếng Assam: আলু গোছ Alu güs) là món cà ri thịt, có nguồn gốc từ tiểu lục địa Ấn Độ, và phổ biến trong ẩm thực Pakistan, Bangladesh và Bắc Ấn Độ. Món bao gồm khoai tây (aloo) nấu với thịt (gosht), thường là thịt cừu, trong nước thịt shorba giống món hầm. Món ăn có thể được dọn ra và ăn với cơm tẻ hoặc với bánh mì như roti, paratha hoặc naan.

## Lịch sử
Đây là một món ăn yêu thích và phổ biến ở Pakistan, bữa chính của người Ấn Độ và Bangladesh; và thường được tiêu thụ như một thực phẩm thoải mái ở tiểu lục địa Ấn Độ.

## Chế biến
Có nhiều phương pháp nấu aloo gosht. Nhìn chung, phương pháp chế biến bao gồm việc ninh các miếng thịt cừu hoặc thịt bò và khoai tây trên lửa vừa, với các loại gia vị khác nhau.
Thịt cừu hoặc thịt bò được cắt thành khối và cho vào nồi hầm trên lửa. Thịt gà có thể được dùng thay thế cho thịt cừu hoặc thịt bò. Cho cà chua, quế, lá nguyệt quế, gừng, tỏi, ớt bột, hạt thìa là, hành tây chiên, bạch đậu khấu, garam masala và dầu ăn vào đảo đều. Khoai tây và muối được trộn vào. Thêm nước, theo tỷ lệ vừa đủ ngập mặt thịt, đun sôi. Đậy vung và để lửa nhỏ cho đến khi thịt mềm. Sau khi đã sẵn sàng, món có thể được trang trí với lá ngò cắt nhỏ và dùng nóng.